# What You Do About Me (canción)
What You Do About Me (en Español "Lo Que Haces Por Mí") es una canción pop grabada por la banda pop Noruega  M2M, es el segundo sencillo promocional perteneciente al segundo álbum de estudio de la banda titulado The Big Room editado en 2002 a nivel mundial. Este sencillo al igual que el primero  Everything, fue muy popular especialmente en Asia y América Latina teniendo muy buena aceptación entre los fanes y con buena rotación en radio y en canales de video.

## Lanzamiento
La versión original fue grabada por M2M en el año 2002, ese mismo año fue lanzado un sencillo de la canción, posteriormente se dieron a conocer una versión acústica y una versión remezclada, ambas versiones fueron incluidas en el álbum compilatorio del grupo The Day You Went Away: The Best of M2M. Las versiones de la canción entre Asia y América son muy diferentes al igual que de otras canciones como 'Jennifer', 'Don't', 'Everything' y 'Miss Popular'.

## Video musical
El video musical fue dirigido por Tryan George y muestra a Marit Larsen y a Marion Raven paseando por una aldea en Indonesia, Raven pide indicaciones a los aldeanos acerca de como llegar a su destino mientras Larsen toma fotografías del lugar y la gente, ambas cantando y divirtiéndose en el camino hacia su presentación en un bosque, finalmente llegan y animan a la concurrencia con su canción.

## Canciones
CD sencillo
1. "What You Do About Me" (Álbum Versión)
2. "What You Do About Me" (Radio Remix)
3. "Everything" (Radio Remix)
4. "Everything" (Dance Remix)
5. "Is You" (Non album track)

Promo CD Europa
1. "WEhat You Do About Me" (Álbum versión)
2. "What You Do About Me" (Radio Remix)

Promo CD México
1. "What You Do About Me" (Radio Edit)

### Versiones oficiales
1. "What You Do About Me" (Álbum Versión)
2. "What You Do About Me" (Remix)
3. "What You Do About Me" (Radio Edit)

- Datos: Q16647951